# Dreieckskuppel

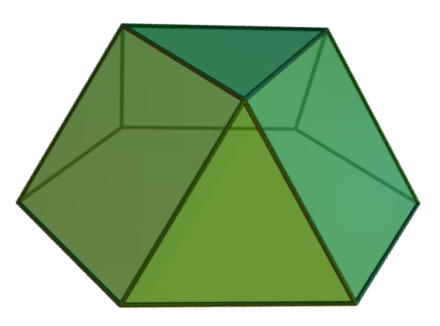
Dreieckskuppel

Die Dreieckskuppel ist eine spezielle Kuppel mit einem gleichseitigen Sechseck als Grundfläche und einem gleichseitigen Dreieck als Deckfläche.
Die Seiten der Kuppel werden von drei Quadraten und drei gleichseitigen Dreiecken, die im Wechsel angeordnet sind, begrenzt.
Es ist der Johnson-Körper J3 von 92, die alle nach dem Mathematiker Norman Johnson benannt sind.
Durch Zusammensetzung zweier Dreieckskuppeln (Grundfläche auf Grundfläche) entsteht ein Kuboktaeder oder ein Disheptaeder (Antikuboktaeder).

## Formeln

Körpernetz einer Dreieckskuppel

| Größen einer Dreieckskuppel mit Kantenlänge a | Größen einer Dreieckskuppel mit Kantenlänge a                           |
| --------------------------------------------- | ----------------------------------------------------------------------- |
| Volumen                                       | {\displaystyle V={\frac {5}{6}}\,a^{3}{\sqrt {2}}}                      |
| Oberflächeninhalt                             | {\displaystyle A_{O}={\frac {a^{2}}{2}}\left(6+5{\sqrt {3}}\right)}     |
| Umkugelradius                                 | {\displaystyle R=a}                                                     |
| Kantenkugelradius                             | {\displaystyle r={\frac {a}{2}}{\sqrt {3}}}                             |
| Höhe                                          | {\displaystyle h={\frac {a}{3}}{\sqrt {6}}}                             |
| Sphärizität ≈ 0,736                           | {\displaystyle \Psi ={\frac {2{\sqrt[{3}]{50\,\pi }}}{6+5{\sqrt {3}}}}} |